# Macedonië op het Eurovisiesongfestival 2018

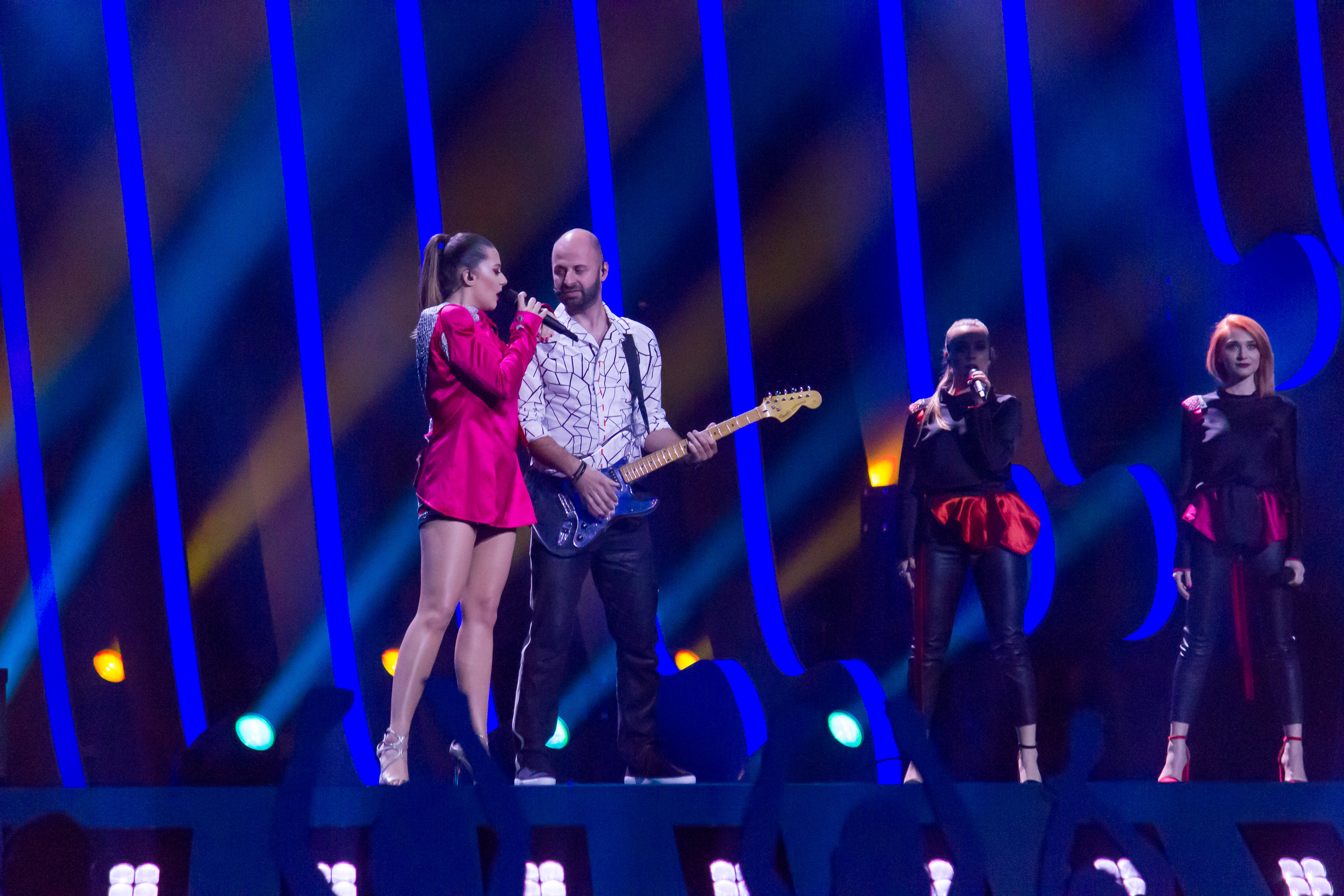
Eye Cue vertegenwoordigd Macedonia met het nummer "Lost and Found"

Macedonië nam deel aan het Eurovisiesongfestival 2018 in Lissabon, Portugal. Het was de 18de deelname van het land aan het Eurovisiesongfestival. MRT was verantwoordelijk voor de Macedonische bijdrage voor de editie van 2018.

## Selectieprocedure
Op 26 januari 2018 nodigde MRT geïnteresseerde artiesten en componisten uit om een inzending over te maken aan de openbare omroep. Uiteindelijk ontving MRT 382 inzendingen. Daaruit koos een vakjury Eye Cue als Macedonische deelnemer voor het Eurovisiesongfestival 2018. De keuze werd op 13 februari 2018 bekendgemaakt. Op 11 maart 2018 werd duidelijk dat Eye Cue met het nummer Lost and found naar Lissabon zou trekken.

## In Lissabon
Macedonië trad aan in de eerste halve finale, op dinsdag 8 mei 2018. Eye Cue was als elfde van negentien acts aan de beurt, net na Equinox uit Bulgarije en gevolgd door Franka Batelić uit Kroatië. Macedonië eindigde uiteindelijk op de achttiende en voorlaatste plaats, hetgeen onvoldoende was voor kwalificatie voor de finale.
1998 · 1999 · 2000 · 2001 · 2002 · 2003 · 2004 · 2005 · 2006 · 2007 · 2008 · 2009 · 2010 · 2011 · 2012 · 2013 · 2014 · 2015 · 2016 · 2017 · 2018 · 2019 · 2020 · 2021 · 2022 · 2023-2025
Albanië · Armenië · Australië · Azerbeidzjan · België · Bulgarije · Cyprus · Denemarken · Duitsland · Estland · Finland · Frankrijk · Georgië · Griekenland · Hongarije · Ierland · IJsland · Israël · Italië · Kroatië · Letland · Litouwen · Macedonië · Malta · Moldavië · Montenegro · Nederland · Noorwegen · Oekraïne · Oostenrijk · Polen · Portugal · Roemenië · Rusland · San Marino · Servië · Slovenië · Spanje · Tsjechië · Verenigd Koninkrijk · Wit-Rusland · Zweden · Zwitserland